# Ana María Romero Moreno
Ana María Romero Moreno (Sevilla, 14 de juny de 1987), coneguda comunament com Willy és un futbolista espanyola retirada que va jugar com a migcampista. Anteriorment va representar diversos equips de la Primera Divisió espanyola, entre ells el València CF, el FC Barcelona, el Sevilla FC, el Rayo Vallecano i el RCD Espanyol.
Va marcar el gol de l'empat a l'històric 2-2 contra Alemanya a la classificació per a l'Eurocopa 2013. Ha guanyat 3 Lligues i 3 Copes amb el Rayo, l'Espanyol i el Barcelona.

## Trajectòria
| Temporades    | Equip          | Títols            | Selecció (fases finals)       |
| ------------- | -------------- | ----------------- | ----------------------------- |
|               | Sevilla FC     |                   | Eurocopa sub-19 2004 (campió) |
| 07/08 - 09/10 | Rayo Vallecano | 2 Lligues, 1 Copa |                               |
| 10/11 - 12/13 | RCD Espanyol   | 1 Copa            |                               |
| 13/14         | FC Barcelona   | 1 Lliga, 1 Copa   |                               |
| 14/15 - 15/16 | València CF    |                   |                               |
| 16/17 - act.  | Ajax Amsterdam |                   |                               |